# 1837년 발디비아 지진
1837년 발디비아 지진은 11월 7일 칠레 중남부를 강타한 지진이다. 이 지진은 1575년 발디비아 지진과 1737년 발디비아 지진과 함께 1960년 거대지진의 역사적 전조 지진 중 하나이다. 단층 파열대는 발디비아에서 남쪽으로 이어져 있었다. 콘셉시온, 발디비아, 앙쿠드에서 진동이 감지되었다. 구아포섬과 초노스 제도에 있던 포경선의 선원도 지진을 느꼈다. 칠로에 제도에서는 여러 산사태가 발생했으며, 발디비아에서는 사람들이 땅에 내던져졌다고 보고되었다. 반면 콘셉시온에서는 진동이 보통 수준이었다. 여러 해안 지역에서 보고된 바와 같이 지진으로 인해 땅이 솟아올랐다. 수십 년 후 칠레 남부 해안을 측량하던 프란시스코 비달 고르마스는 지진의 결과로 가라앉거나 솟아난 섬에 대한 이야기를 들었다. 지진은 하와이주, 현재의 프랑스령 폴리네시아 및 일본을 강타한 쓰나미를 일으켰다. 힐로에서는 쓰나미로 인해 66채의 가옥이 파괴되고 14명의 주민이 사망했다.
일본에서는 쓰나미가 논을 침수시키고 연어 어함을 파괴했으며 염전으로 밀려들어 상당한 경제적 손실을 초래했다.

## 같이 보기
- 1835년 콘셉시온 지진
- 덴포 대기근